# John Hopkins (Journalist)
John „Hoppy“ Hopkins (* 15. August 1937 in Slough, Berkshire, England; † 30. Januar 2015) war ein britischer Fotograf, Journalist und politischer Aktivist. Er gilt als eine der zentralen Persönlichkeiten der Londoner Underground-Szene der 1960er und 1970er Jahre.

## Biografie
Mit 20 Jahren machte Hopkins seinen Abschluss in Physik und Mathematik an der University of Cambridge. Er arbeitete etwa 3 Jahre als Kernphysiker in der britischen Atomenergiebehörde. Mit einem Freund reiste er in einem umgebauten Leichenwagen nach Russland, um gegen Atomwaffen zu demonstrieren. Als er Anfang 1960 zurückkam, begann er in London als Fotograf für Zeitungen und Zeitschriften zu arbeiten. Er fotografierte aufstrebende Musiker wie die Beatles und die Rolling Stones, aber auch die düsteren Seiten der Stadt mit Armut, Prostitution, Drogenabhängigen und Fetischisten.
Mitte der 1960er Jahre befand sich Hopkins im Zentrum der aufkeimenden Underground-Szene. Er fotografierte viele Friedensmärsche, Dichterlesungen und Happenings sowie die zentralen Köpfe der Gegenkultur, darunter zum Beispiel Allen Ginsberg und Malcolm X.
Zusammen mit Rhaune Laslett und anderen gründete Hopkins 1966 die London Free School in Notting Hill. Dies führte in der Folge zur Entstehung des Notting Hill Carnival (zunächst von Rhaune Laslett organisiert), des Underground-Magazins International Times (Hopkins mit Barry Miles) und des UFO Clubs (Hopkins mit Joe Boyd).
1967 wurde Hopkins wegen des Besitzes von Cannabis verhaftet. Am 1. Juni wurde er zu 9 Monaten Haft verurteilt, von denen er 6 absaß; der Richter hatte ihn als „eine Plage für die Gesellschaft“ (a pest to society) bezeichnet. Als Folge des Urteils entstanden eine „Free Hoppy“-Bewegung und eine Kampagne zur Liberalisierung des Cannabis-Konsums. Am 24. Juli 1967 erschien eine ganzseitige Anzeige in der Times, die das damalige Drogenrecht als „grundsätzlich unmoralisch und unpraktikabel“ (immoral in principle and unworkable in practice) bezeichnete; zu den Unterzeichnern gehörten auch die Beatles, die Anzeige wurde von Paul McCartney finanziert.
Nach seiner Freilassung heiratete Hopkins eines der Mädchen aus Frank Zappas Bühnenshow, wo sie als „Suzy Creamcheese“ auftrat. Wenig später verschwand sie wieder. Hopkins heiratete kein zweites Mal.
Anfang der 1970er wurde Hopkins Leiter der Videoabteilung des „Institute for Research in Art and Technology“ in London. Dies führte zu Forschungsprojekten mit nationalen und internationalen Behörden. Die Beschäftigung mit Botanik und Biochemie verhalf ihm zu einem Teilzeitjob an der University of Westminster.
2008 gab es in London unter dem Titel „John Hopkins: John, Yoko, Mick . . . and me“ eine Ausstellung von Hopkins-Fotografien aus der Periode 1961–1966.
John Hopkins starb am 30. Januar 2015 im Alter von 77 Jahren.